# Villard-Saint-Sauveur
Villard-Saint-Sauveur és un municipi francès situat al departament del Jura i a la regió de Borgonya - Franc Comtat. L'any 2007 tenia 647 habitants.

## Demografia

### Població
El 2007 la població de fet de Villard-Saint-Sauveur era de 647 persones. Hi havia 264 famílies de les quals 60 eren unipersonals (20 homes vivint sols i 40 dones vivint soles), 104 parelles sense fills, 92 parelles amb fills i 8 famílies monoparentals amb fills.
La població ha evolucionat segons el següent gràfic:
Habitants censats

### Habitatges
El 2007 hi havia 331 habitatges, 274 eren l'habitatge principal de la família, 34 eren segones residències i 22 estaven desocupats. 248 eren cases i 82 eren apartaments. Dels 274 habitatges principals, 221 estaven ocupats pels seus propietaris, 49 estaven llogats i ocupats pels llogaters i 4 estaven cedits a títol gratuït; 5 tenien dues cambres, 40 en tenien tres, 69 en tenien quatre i 161 en tenien cinc o més. 229 habitatges disposaven pel capbaix d'una plaça de pàrquing. A 104 habitatges hi havia un automòbil i a 158 n'hi havia dos o més.

### Piràmide de població
La piràmide de població per edats i sexe el 2009 era:
| Homes | Edats   | Dones |
| ----- | ------- | ----- |
| 0     | 95 o +  | 0     |
| 4     | 90 a 94 | 0     |
| 0     | 85 a 89 | 8     |
| 8     | 80 a 84 | 0     |
| 16    | 75 a 79 | 20    |
| 12    | 70 a 74 | 16    |
| 12    | 65 a 69 | 4     |
| 12    | 60 a 64 | 12    |
| 32    | 55 a 59 | 20    |
| 36    | 50 a 54 | 20    |
| 24    | 45 a 49 | 28    |
| 44    | 40 a 44 | 48    |
| 8     | 35 a 39 | 20    |
| 16    | 30 a 34 | 8     |
| 8     | 25 a 29 | 16    |
| 16    | 20 a 24 | 16    |
| 32    | 15 a 19 | 28    |
| 12    | 10 a 14 | 32    |
| 24    | 5 a 9   | 16    |
| 0     | 0 a 4   | 16    |

## Economia
El 2007 la població en edat de treballar era de 450 persones, 342 eren actives i 108 eren inactives. De les 342 persones actives 315 estaven ocupades (165 homes i 150 dones) i 28 estaven aturades (14 homes i 14 dones). De les 108 persones inactives 52 estaven jubilades, 36 estaven estudiant i 20 estaven classificades com a «altres inactius».

### Ingressos
El 2009 a Villard-Saint-Sauveur hi havia 271 unitats fiscals que integraven 675 persones, la mediana anual d'ingressos fiscals per persona era de 22.113,5 €.

### Activitats econòmiques
Dels 26 establiments que hi havia el 2007, 2 eren d'empreses extractives, 1 d'una empresa alimentària, 1 d'una empresa de fabricació de material elèctric, 6 d'empreses de fabricació d'altres productes industrials, 5 d'empreses de construcció, 1 d'una empresa de comerç i reparació d'automòbils, 1 d'una empresa de transport, 3 d'empreses d'hostatgeria i restauració, 1 d'una empresa immobiliària, 4 d'empreses de serveis i 1 d'una empresa classificada com a «altres activitats de serveis».
Dels 4 establiments de servei als particulars que hi havia el 2009, 3 eren guixaires pintors i 1 restaurant.
L'any 2000 a Villard-Saint-Sauveur hi havia 4 explotacions agrícoles.

## Poblacions més properes
El següent diagrama mostra les poblacions més properes.